# Alexandria (Schottland)
Alexandria ist eine Stadt in der schottischen Region West Dunbartonshire an den Ufern des Loch Lomond. Die Stadt liegt am Leven etwa sechs Kilometer nördlich von Dumbarton und 25 Kilometer nordwestlich von Glasgow.

## Geschichte
Die Stadt wurde zu Beginn des 18. Jahrhunderts gegründet. Ab dem Jahre 1836 verband eine Brücke über den Leven Alexandria mit Bonhill. Die Stadt wuchs mit der Industrialisierung, wobei sich unter anderem die Textilindustrie ansiedelte, und war zwischen 1905 und 1913 Standort der Argyll Motors Company, die dort den größten Automobilproduktionsstandort Europas betrieben. Seit 1966 betreibt die Loch Lomond Distillery Company die Whiskybrennerei Loch Lomond in Alexandria. Im Jahre 2011 verzeichnete Alexandria 13.054 Einwohner.

## Verkehr
Alexandria liegt an der A82, die Glasgow mit Inverness verbindet. Es bestehen regelmäßige Bahnverbindungen nach Glasgow und Dumbarton, was die Stadt für Pendler attraktiv macht.

## Söhne und Töchter (Auswahl)
- Lachie Stewart (1943–2025), Langstreckenläufer
- Fiona Pennie (* 1982), Kanutin
- Innes Cameron (* 2000), Fußballspieler